# Medinet Habu
 Medinetu Habu je posmrtni tempelj Ramzesa III. in pomembna struktura Novega kraljestva na zahodnem bregu pri Luksorju v Egiptu. Poleg velikosti, arhitekturnega in umetniškega značaja je tempelj verjetno najbolj znan po reliefih, ki prikazujejo prihod in porast Ljudstev z morja v času vladavine Ramzesa III.

## Sodobna identifikacija in izkopavanja
Prvi Evropejec, ki je opisal tempelj v sodobni literaturi, je bil Vivant Denon, ki je obiskal tempelj v letih 1799-1801. Champollion je opisal tempelj leta 1829.
Začetno izkopavanje templja je potekalo občasno med letoma 1859 in 1899 pod pokroviteljstvom Oddelka za starine. V teh desetletjih je bil glavni tempelj očiščen, veliko pa je bilo koptskih stavb, vključno z veliko koptsko cerkvijo na drugem dvorišču, uničeno brez opomb ali zapisov.
Nadaljnje izkopavanje, snemanje in zaščito templja so v glavnem omogočali Arhitekturni in epigrafski inštitut, Orientalski inštitut Univerze v Čikagu, skoraj neprekinjeno od leta 1924.

## Opis
Tempelj, dolg približno 150 m, je pravokotne oblike in je podoben bližnjem pogrebnemu templju Ramzesa II. (Ramesseum). Območje templja meri približno 210 m krat 300 m  in vsebuje več kot 7000 m2 okrašenih reliefnih zidov. Stene so relativno dobro ohranjene in je obkrožene z masivno opečno ogrado, ki je bila morda utrjena. Prvotni vhod je skozi vhodno poslopje - vrata, znana kot migdol (arhitekturna značilnost azijskih utrdb tistega časa).
Takoj znotraj ograjenega prostora, na jugu, so kapele Amenirdis I., Šešenupet II. in Nitikris I., ki so se imenovale "božanske Amonove častilke" ali "božanske Amonove žene".
Prvi pilon vodi v odprto dvorišče, obdano z ogromnimi kipi Ramzesa III. kot Ozirisa na eni strani in gladke stebre na drugi strani. Drugi pilon vodi v peristilno dvorano, ki se ponaša s stebri v obliki Ramzesa. Tretji pilon dosežemo po klančini, ki vodi skozi portik, nato pa se odpre v veliko hipostilno dvorano (ki je izgubila svojo streho). Reliefe in glave tujih ujetnikov so tudi našli v templju, morda v poskusu simbolizacije kraljevega nadzora nad Sirijo in Nubijo.
V koptskih časih je bila v templju zgrajena cerkev, ki je bila kasneje odstranjena. Nekatere rezbarije v glavni steni templja so spremenile koptske rezbarije.
Kraljeva palača je bila neposredno povezana s prvim dvoriščem templja preko "okna nastopa".
- Skica nadpisov na severovzhodni steni v templju, James Henryja Breasted
- Vhod v Medinet Habu
- Egipt - Medinet Habou [?], Tebe. Brooklyn Museum Archives, Goodyear Archival Collection
- Prvi pilon templja Ramzesa III.'
- Okrašen strop peristilne dvorane

## Seznam kraljev
Seznam kraljev Medinet Habu je procesija, ki praznuje festival Min, z imeni devetih faraonov. Našli so ga v zgornjem registru vzhodne stene na drugem dvorišču